# Le Secret derrière la porte
Pour plus de détails, voir Fiche technique et Distribution.
Le Secret derrière la porte (Secret Beyond the Door) est un film américain réalisé par Fritz Lang, sorti en 1947.

## Synopsis
Lors d'un voyage au Mexique, alors qu'elle assiste à une bagarre au couteau dans la rue entre deux hommes qui se disputent une femme, Celia Barett, jeune héritière newyorkaise, croise le regard de Mark Lamphere. Sous le charme de cet homme, elle décide de l'épouser. Lors de la cérémonie, elle se rend compte qu'elle ne sait rien de lui si ce n'est qu'il est architecte et directeur d'une revue en difficulté financière. Elle découvre par la suite que son mari a été marié et qu'il a un fils, David. Elle découvre également la vraie nature de son étrange passion : Mark collectionne des reconstitutions de chambres dans lesquelles des meurtres ont eu lieu. Cependant, l'une de ces pièces, la 7, est toujours fermée à clé, et le mari refuse d'en parler : y a-t-il un secret derrière cette porte ? Celia fait fabriquer une copie de la clef, et découvre derrière la porte une réplique de sa propre chambre, qui était aussi celle de la première femme de Mark. Renonçant à fuir cette étrange maison, Celia décide de lutter pour préserver son amour et confronter Mark à ses propres démons, lesquels sont liés à un souvenir d'enfance...

## Fiche technique
- Titre original : Secret Beyond the Door
- Titre français : Le Secret derrière la porte
- Titre anglais : Fritz Lang's Secret Beyond the Door...
- Réalisation : Fritz Lang
- Scénario : Silvia Richards, d'après le roman Museum Piece No. 13 de Rufus King
- Décors : Max Parker
- Costumes : Travis Banton
- Maquillage : Bud Westmore
- Photographie : Stanley Cortez
- Montage : Arthur Hilton
- Musique : Miklós Rózsa
- Production : 
  - Producteur : Fritz Lang
  - Producteur exécutif : Walter Wanger
- Société(s) de production : Diana Production Company
- Société(s) de distribution : Universal Pictures
- Budget : 615 065 $ US[1]
- Pays de production :  États-Unis
- Année : 1947
- Langue originale : anglais
- Format : noir et blanc – 35 mm – 1,37:1 – mono (Western Electric Recording)
- Genre : film noir
- Durée : 94 minutes
- Dates de sortie :
  - États-Unis : 24 décembre 1947[2]
  - France : 13 août 1948

## Distribution
- Joan Bennett : Celia Lamphere
- Michael Redgrave : Mark Lamphere
- Anne Revere : Caroline Lamphere, la sœur de Mark
- Barbara O'Neil : Miss Robey, la secrétaire de Mark
- Natalie Schafer : Edith Potter, l'amie de Célia
- Anabel Shaw : l'invitée éprise de psychanalyse
- Rosa Rey : Paquita, la domestique
- James Seay : Bob Dwight, le chargé d'affaires de Celia
- Mark Dennis : David, le fils de Mark
- Paul Cavanagh : Rick Barrett
- Virginia Brissac : Sarah
- Houseley Stevenson : Andy

## À noter
- C'est la 4e et dernière fois que Joan Bennett joue pour Fritz Lang.
- L'intrigue rappelle bien entendu le conte populaire de Barbe-Bleue : meurtres anciens, chambre interdite (qui porte le numéro 7...), mari mystérieux.
- Le film, comme le notent certains critiques, est assez proche de Rebecca d'Hitchcock : ouverture de l'histoire par une voix off féminine, puis arrivée d'une nouvelle épouse dans une maison vaste, hostile et lourde de secrets, maison où la jeune femme est plus ou moins enfermée, incendie, etc.[3]. Durant son exploitation, le film, peu apprécié, enregistra une perte de plus d'un million de dollars (pour un budget de 1,5 million)[4].
- Selon Lotte Eisner, « en 1947, la psychanalyse commençait à peine à envahir l'Amérique. Lang reconnaît qu'une scène de Rebecca fut à l'origine de Secret; on pense aussi à Spellbound. Mais lui-même, en tant que Viennois, connaissait Freud depuis longtemps. Il aurait abordé le sujet comme une sorte de gageure. Gageure tenue, car il est difficile de résister à la fascination de ce film »[5].